# Gansu-Spitzmaus
Die Gansu-Spitzmaus (Sorex cansulus) ist eine Spitzmausart aus der Gattung der Rotzahnspitzmäuse (Sorex). Sie kommt in Zentralchina vor allem in der Provinz Gansu in Höhen bis 3000 Metern vor.

## Merkmale
Mit einer Kopf-Rumpf-Länge von 6,2 bis 6,4 Zentimetern zählt die Gansu-Spitzmaus zu den kleinen bis mittelgroßen Spitzmausarten. Der Schwanz erreicht eine Länge von 38 bis 43 Millimetern und ist damit kürzer als der Restkörper, der Hinterfuß ist 12 Millimeter lang. Die Rückenfärbung ist rauchig grau bis graubraun, die Seiten sandfarben-braun und die Bauchseite haselnussbraun. Der Schwanz hat eine braune Oberseite und eine etwas hellere Unterseite. Die Füße sind weißbraun.
| 1 | · | 5 | · | 1 | · | 3 | = 32 |
| 1 | · | 1 | · | 1 | · | 3 | = 32 |

Der Schädel hat eine Gesamtlänge von 18,5 bis 19,2 Millimetern und eine Länge der oberen Zahnreihe von 8,1 Millimetern. Wie die meisten Arten der Gattung besitzt die Art im Oberkiefer pro Hälfte einen Schneidezahn (Incisivus) und danach fünf einspitzige Zähne, einen Vorbackenzahn (Prämolar) und drei Backenzähne (Molares). Im Unterkiefer besitzt sie dagegen einen einzelnen Eckzahn (Caninus) hinter dem Schneidezahn. Insgesamt verfügen die Tiere damit über ein Gebiss aus 32 Zähnen. Die Zahnwurzeln sind wie bei den meisten Rotzahnspitzmäusen rot gefärbt. Der ersten drei einspitzigen Zähne des Oberkiefers nehmen in ihrer Größe vom ersten zum dritten ab. In ihrem Erscheinungsbild entspricht sie sehr stark der Lapplandspitzmaus (S. caecutiens) und sie unterscheidet sich von dieser vor allem durch die etwas größeren Zähne.

## Verbreitung

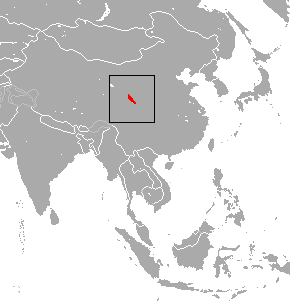
Verbreitungsgebiet (rot) der Gansu-Spitzmaus

Die Gansu-Spitzmaus kommt in Zentral-China vor allem in der Provinz Gansu in Höhen bis 3000 Metern vor. Die Art war lange nur vom Fundort des Typusexemplars und einem weiteren Ort im nahen Umfeld im Süden Gansus bekannt, bevor weitere Individuen aus Qinghai und dem Osten Xizang bekannt wurden. Die Höhenverbreitung liegt bei etwa 2600 bis 3000 Metern.

## Lebensweise
Über die Lebensweise dieser Art liegen wie bei vielen Arten der Gattung nur wenige Daten vor. Die Gansu-Spitzmaus ist durch wenige Individuen aus dem Hochland von Gansu und angrenzenden Provinzen bekannt, über die Lebensweise liegen keine Daten vor. Wie alle Spitzmäuse ernährt sich auch diese Art von wirbellosen Tieren, vor allem Insekten. Über die Fortpflanzung liegen keine Beobachtungen vor.

## Systematik
Die Gansu-Spitzmaus wird als eigenständige Art innerhalb der Gattung der Rotzahnspitzmäuse (Sorex) eingeordnet, die aus etwa 80 Arten besteht. Die wissenschaftliche Erstbeschreibung stammt von Oldfield Thomas aus dem Jahr 1912, der ein Individuum aus der Umgebung von Lintan in der Provinz Gansu beschrieb. Die Art wurde teilweise S. caecutiens als Unterart zugeordnet, wird heute jedoch als Art anerkannt. Innerhalb der Gattung wird die Art der Untergattung Sorex eingeordnet und der S. tundrensis-Gruppe zugewiesen.
Innerhalb der Art werden neben der Nominatform Sorex cansulus cansulus keine weiteren Unterarten unterschieden.

## Bedrohung und Schutz
Von der International Union for Conservation of Nature and Natural Resources (IUCN) wird die Gansu-Spitzmaus aufgrund fehlender Daten nicht eingeordnet, sondern als „data deficient“ gelistet.

## Belege
1. 1 2 3 4 5 6 7  Robert S. Hoffmann, Darrin Lunde: Gansu Shrew. In: Andrew T. Smith, Yan Xie: A Guide to the Mammals of China. Princeton University Press, Princeton NJ 2008, ISBN 978-0-691-09984-2, S. 315.
2. 1 2 3 4  Sorex excelsus in der Roten Liste gefährdeter Arten der IUCN 2013.2. Eingestellt von: S. Molur, 2008. Abgerufen am 1. Januar 2014.
3. 1 2 3 4   Sorex cansulus (Memento des Originals vom 2. Januar 2014 im Internet Archive)  Info: Der Archivlink wurde automatisch eingesetzt und noch nicht geprüft. Bitte prüfe Original- und Archivlink gemäß Anleitung und entferne dann diesen Hinweis.. In: Don E. Wilson, DeeAnn M. Reeder (Hrsg.): Mammal Species of the World. A taxonomic and geographic Reference. 2 Bände. 3. Auflage. Johns Hopkins University Press, Baltimore MD 2005, ISBN 0-8018-8221-4.